# Culex diengensis
Culex diengensis är en tvåvingeart som beskrevs av Steffen Lambert Brug 1931. Culex diengensis ingår i släktet Culex och familjen stickmyggor. Inga underarter finns listade i Catalogue of Life.